# Hyperhalosydna striata
Hyperhalosydna striata är en ringmaskart som först beskrevs av Johan Gustaf Hjalmar Kinberg 1856.  Hyperhalosydna striata ingår i släktet Hyperhalosydna och familjen Polynoidae.
Artens utbredningsområde är havet kring Nya Zeeland. Inga underarter finns listade i Catalogue of Life.